# Angélica Velasco
Angélica Velasco Sesma (Valladolid, 28 de enero de 1986) es una investigadora española y doctora en filosofía, especialista en ética ambiental y la praxis del cuidado para la sostenibilidad y ecofeminismo estableciendo la conexión entre el feminismo y los derechos de los animales. En la actualidad es profesora de Ética y Filosofía Política de la Universidad de Valladolid y secretaria de la Cátedra de Estudios de Género.

## Trayectoria
Es Doctora en Filosofía por la Universidad de Valladolid, Máster en Estudios Avanzados de Filosofía por la misma universidad y la Universidad de Salamanca y Máster en Estudios de Género y Políticas de Igualdad. 
Es miembro del Consejo de la Cátedra de Estudios de Género de la Universidad de Valladolid en la que actualmente es profesora de Ética y Filosofía Política y ha participado en diversos proyectos de investigación entre ellos La igualdad de género en la cultura de la sostenibilidad: valores y buenas prácticas para el desarrollo solidario, dirigido por Alicia H. Puleo y Prismas filosófico-morales de las crisis (Hacia una nueva pedagogía sociopolítica) dirigido por Concha Roldán Panadero y Roberto R. Aramayo

## Ética animal y feminismo

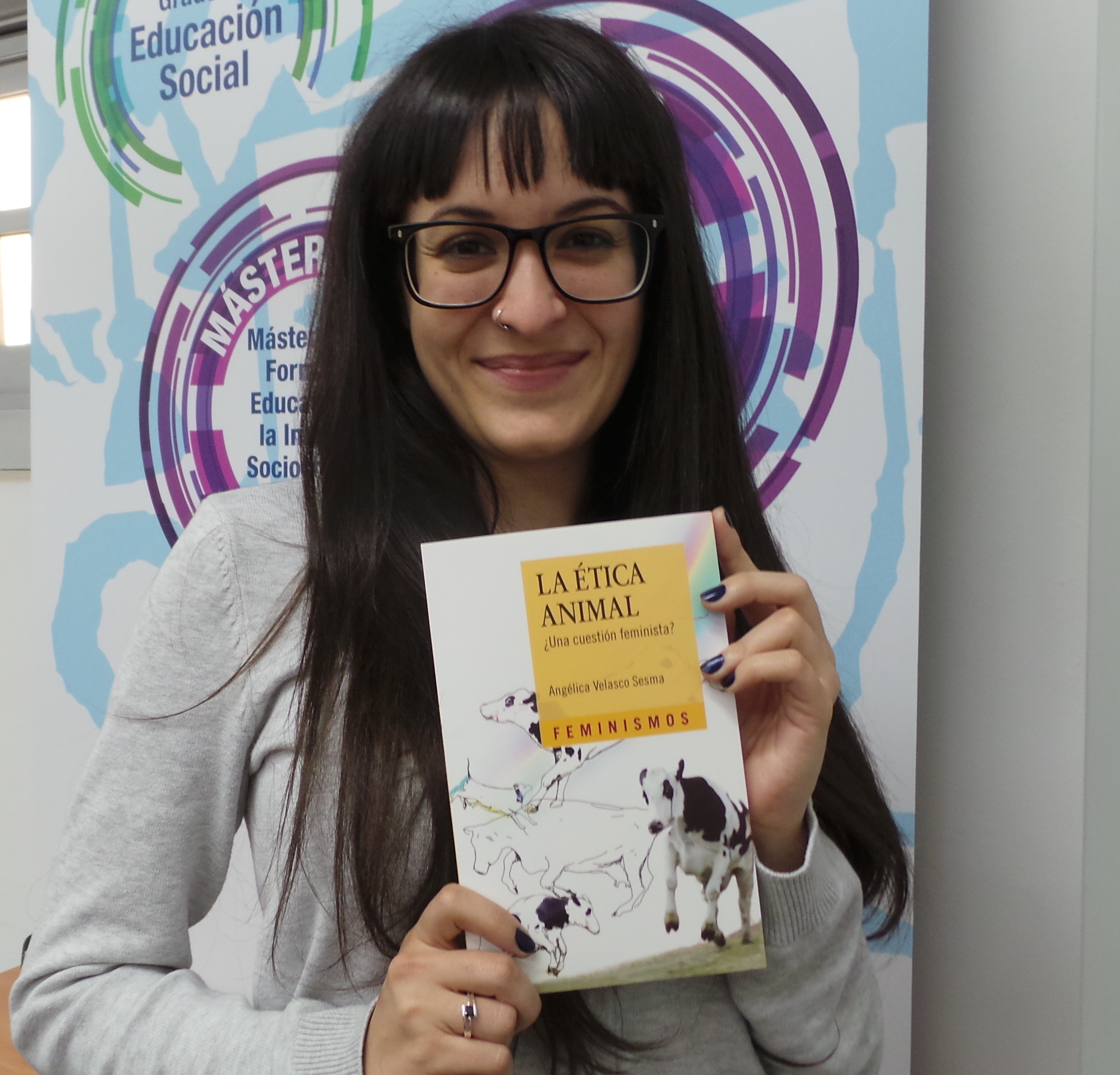
Palencia (2017) presentación del libro La Ética Animal

Velasco es autora de diversos textos sobre ecofeminismo, ética y derechos de los animales. En su libro La ética animal. ¿Una cuestión feminista?  (2017)  Velasco establece puntos de contacto entre feminismo y animalismo y que a nivel conceptual ambos sistemas de opresión están interconectados aunque las agendas del activismo y las reivindicaciones concretas no tienen porqué coincidir. Considera que las relaciones con los animales pueden analizarse desde la perspectiva de género y que la consideración moral hacia los animales es un tema feminista.

Cambiar las relaciones de dominación por vínculos de cuidado y amor constituye toda una declaración de intenciones. Pasar de la indiferencia ante el sufrimiento de los animales a la aceptación de su relevancia moral y a un comportamiento consecuente con esta convicción supone una transformación radical en el carácter y en el compromiso con los principios de justicia, así como con los valores del cuidado, que podrían considerarse, ahora sí, realmente universales. El paso de la visión arrogante del mundo no humano a la visión afectiva posibilita la ampliación de la ética que exigen las circunstancias actuales.
Angélica Velasco, 2017

## Publicaciones
- La ética animal. ¿Una cuestión feminista? (2017) Ediciones Cátedra, Colección Feminismos ISBN 9788437636641

### Artículos
- Ética del cuidado para la superación del androcentrismo: hacia una ética y una política ecofeministas Archivado el 24 de marzo de 2017 en Wayback Machine. (2016) en Monográfico sobre Ciencia, Tecnología y Género en Iberoamérica, Revista Iberoamericana de Ciencia, Tecnología y Sociedad, nº 31, vol. 11, pp. 195-216.

- Género y valores: aportaciones de las mujeres al debate sobre la consideración moral (2015) en Dilemata. Revista Internacional de Éticas Aplicadas, nº 18, pp. 259-279. ISSN 1989-7022
- Resistencia no violenta para una sociedad igualitaria y sostenible: el pensamiento de Petra Kelly (2014) en Daimon, Revista Internacional de Filosofía, nº 63, pp. 109-125. ISSN 1130-0507 DOI: 10.6018/daimon/199671
- Justicia social y ambiental: mujeres por la soberanía alimentaria (2010) en Investigaciones feministas, Vol. 1, Universidad Complutense de Madrid, pp.161-176. ISSN 2171-6080
- Petra Kelly: Cuando el pacifismo es ecofeminista. Ecopolítica 2010

### Capítulos de libros
- Más allá del mecanicismo: heroínas ecológicas del imaginario actual  (2015) en Puleo, Alicia (ed.) (2015): Ecología y género en diálogo interdisciplinar, Madrid, Plaza y Valdés, pp. 341-358. ISBN 978-84-16032-43-3
- Mujer y naturaleza en el existencialismo de Simone de Beauvoir (2015) en Puleo, Alicia H., Tapia González, Aimé, Torres San Miguel, Laura, Velasco Sesma, Angélica (eds.)
- Hacia una cultura de la sostenibilidad: análisis y propuestas desde la perspectiva de género, (2015) Valladolid, Departamento de Filosofía y Cátedra de Estudios de Género de la Universidad de Valladolid, pp. 83-100. ISBN 978-84-606-7121-3
- Desarrollo y medio ambiente en clave de género (2015) en Garrido Gómez, Mª. Isabel (ed.) (2013): El derecho humano al desarrollo, Madrid, Tecnos, pp. 273-296. ISBN 978-84-309-5746-0
- El derecho a la subsistencia: hambre, mujeres y derechos humanos (2013)  en Corredor Lanas, Cristina, Peña Echeverría, Javier (coord.) (2013): Derechos con razón. Filosofía y Derechos Humanos, Valladolid, Fundación Aranzadi Lex Nova, pp. 175-179. ISBN 978-84-938643-7-8
- El encuentro entre la igualdad y la ecología: la perspectiva de género en la instauración del derecho a la Soberanía Alimentaria (2013)  en Miranda, María José, Saborido, Cristian, Alemán, Jesús Javier (eds.)
- Filosofías Subterráneas, (2013) Madrid, Plaza y Valdés, pp. 425-432. ISBN 978-84-15271-69-7
- Ampliando los horizontes morales en clave de género: sobre la necesidad de superar la lógica de la dominación, (2015) en Actas del I Congreso Internacional de la Red Española de Filosofía, vol. XVIII, pp. 75-80. ISBN 978-84-370-9680-3

- Justicia, igualdad y sostenibilidad: la visión de género en los movimientos agroecológicos (2012) en ICongreso “Trabajo, Economía y Sociedad” Libro de Actas, Madrid, Fundación 1.º de Mayo en colaboración con el EUROPEAN TRADE UNION INSTITUTE, pp. 1-12. ISSN 1989-5372.
- El encuentro entre la igualdad y la ecología: la perspectiva de género en la instauración del derecho a la Soberanía Alimentaria, (2011) en Domenech, Carmen, Martos, Paula, Ochoa, Pedro (eds.) (2011): Filosofías Subterráneas. Topografías, Sevilla, Publidisa, pp. 147-150. ISBN 978-84-938000-5-5
- Consideraciones sobre la necesidad de ampliar los horizontes morales: propuestas éticas para un cambio necesario (2011), en Anchustegui Igartua, Esteban, Casado Da Rocha, Antonio (eds.) (2011): 17ª semana de Ética y Filosofía Política. Congreso Internacional de la Asociación Española de Ética y Filosofía Política (AEEFP), San Sebastián, Servicio Editorial de la Universidad del País Vasco, pp. 271-272. ISBN 978-84-9860-539-6
- Resistencia no violenta y sostenible: el pensamiento de Petra Kelly

### Editora
- Puleo, Alicia H., Tapia González, Aimé, Torres San Miguel, Laura, Velasco Sesma, Angélica (eds.) (2015): Hacia una cultura de la sostenibilidad: análisis y propuestas desde la perspectiva de género, Valladolid, Departamento de Filosofía y Cátedra de Estudios de Género de la Universidad de Valladolid.